# Nový Ruskov
Nový Ruskov – wieś (obec) na Słowacji położona w kraju koszyckim, w powiecie Trebišov. Pierwsze wzmianki o miejscowości pochodzą z 1214 roku. 
Według danych z dnia 31 grudnia 2012 roku, wieś zamieszkiwało 621 osób, w tym 317 kobiet i 304 mężczyzn.
W 2001 roku rozkład populacji względem narodowości i przynależności etnicznej wyglądał następująco:
- Słowacy – 98,91%
- Czesi – 0,62%
- Rusini – 0,31%
- Węgrzy – 0,16%

Ze względu na wyznawaną religię struktura mieszkańców kształtowała się w 2001 roku następująco:
- Katolicy rzymscy – 26,59%
- Grekokatolicy – 67,34%
- Ewangelicy – 0,93%
- Prawosławni – 0,62%
- Ateiści – 1,71%
- Nie podano – 1,87%